# تشی دم‌فرچه‌ای آسیایی
تشی دم‌فرچه‌ای آسیایی (نام علمی: Atherurus macrourus) نام یک گونه از سرده تشی دم‌فرچه‌ای است.